# Chlorocypha frigida
Chlorocypha frigida (лат.) — вид стрекоз из семейства Chlorocyphidae. Африка: Демократическая Республика Конго; Замбия. Рассматривается МСОП в статусе Вызывающие наименьшие опасения.

## Описание
Среднего размера стрекозы с красноватым брюшком. Самцы C. frigida и C. selysi отличаются от других видов сочетанием: (a) переднеспинка и лабрум равномерно синие, контрастирующие с в основном чёрными лицом и заднеспинкой; (b) голени полностью чёрные, хотя иногда с беловатым налётом; (c) брюшко полностью красное. Отличается от C. selysi тем, что (1) встречается к югу от бассейна Конго в Замбии и Катанге; (2) в целом бледнее. Верховодные ручьи, затенённые лесом. Часто с мёртвыми стволами или ветвями и, возможно, погружёнными корнями, грубым детритом и гравийным и/или песчаным дном. От 500 до 1500 м над уровнем моря.